# Bae Doona
Bae Doona (Hangul: 배두나; n. 11 octombrie 1979, Seul, Coreea de Sud) este o actriță de film/teatru, model și fotograf sud-coreeană.
A devenit cunoscută în afara Coreei pentru rolul său de activist politic Park Chan-wook Sympathy for Mr. Vengeance (2002), Air Doll (2009) și a avut roluri engleze în filmele Wachowski, Cloud Atlas (2012), Jupiter Ascending (2015) și seria TV Sense8 (2015-prezent).

## Filmografie

### Televiziune
| An          | Titlu                                                              | Personaj       | Rețea   |
| ----------- | ------------------------------------------------------------------ | -------------- | ------- |
| 1998        | Angel's Kiss                                                       |                | KBS2    |
| 1999        | School                                                             | Bae Doo-na     | KBS1    |
| 1999        | Ad Madness                                                         | Pyo Roo-na     | KBS2    |
| 2000        | Love Story "Miss Hip-hop and Mr. Rock"                             | Young-yi       | SBS     |
| 2000        | Look Back in Anger                                                 | Lee Mi-na      | KBS2    |
| 2000        | Cruise Ship of Love                                                | Bae Doo-na     | KBS2    |
| 2000        | RNA                                                                | Park Se-mi     | KBS2    |
| 2000        | I Want To Keep Seeing You                                          | Ham Choon-bong | SBS     |
| 2000        | Mothers and Sisters                                                | Gong Chan-mi   | MBC     |
| 2001        | Open Drama Man & Woman"You say it's love, but I think it's desire" |                | SBS     |
| 2003        | Country Princess                                                   | Lee Eun-hee    | MBC     |
| 2003        | Rosemary                                                           | Shin Kyung-soo | KBS2    |
| 2005        | Beating Heart                                                      | Bae Doo-na     | MBC     |
| 2006        | Someday                                                            | Hana Yamaguchi | OCN     |
| 2007        | How to Meet a Perfect Neighbor                                     | Jung Yoon-hee  | SBS     |
| 2010        | Master of Study                                                    | Han Soo-jung   | KBS2    |
| 2010        | Gloria                                                             | Na Jin-jin     | MBC     |
| 2015 - 2018 | Sense8                                                             | Sun Bak        | Netflix |
| 2017        | Stranger                                                           | Han Yeo-jin    | tvN     |

## Teatru
| An   | Titlu        | Personaj | Note                  |
| ---- | ------------ | -------- | --------------------- |
| 2002 | Robert Zucco | N/A      | producătoare          |
| 2004 | Sunday Seoul |          | actriță, producătoare |
| 2008 | The Visit    | N/A      | producătoare          |

## Discografie
| An   | Titlu                                           | Album                                      |
| ---- | ----------------------------------------------- | ------------------------------------------ |
| 2005 | リンダ リンダ ("Linda Linda")                   | Linda Linda Linda OST we are PARAN MAUM EP |
| 2005 | 僕の右手 Boku no Migite ("My Right Hand")       | Linda Linda Linda OST we are PARAN MAUM EP |
| 2005 | 終わらない歌 Owaranai Uta ("Never Ending Song") | Linda Linda Linda OST we are PARAN MAUM EP |
| 2010 | 글로리아 ("Gloria")                             | Gloria OST                                 |
| 2010 | 바보랍니다 ("I'm a Fool")                       | Gloria OST                                 |
| 2010 | "Ready to Fly" (feat. Jung Jae-yun)             | Gloria OST                                 |

## Carte
| Anul | Titlu               | Editură         |
| ---- | ------------------- | --------------- |
| 2006 | Doona's London Play | Taste Factory   |
| 2007 | Doona's Tokyo Play  | Taste Factory   |
| 2008 | Doona's Seoul Play  | Chung-Ang Books |

## Premii și nominalizări
| An   | Premiu                                         | Categorie                                          | Lucrări nominalizate           | Rezultat     |
| ---- | ---------------------------------------------- | -------------------------------------------------- | ------------------------------ | ------------ |
| 1999 | KBS Drama Awards                               | Cea mai bună actriță nouă                          | School, Ad Madness             | Câștigat     |
| 2000 | 37th Grand Bell Awards                         | Cea mai bună actriță nouă                          | Barking Dogs Never Bite        | Nominalizare |
| 2000 | 21st Blue Dragon Film Awards                   | Cea mai bună actriță nouă                          | Barking Dogs Never Bite        | Câștigat     |
| 2000 | 3rd Director's Cut Awards                      | Cea mai bună actriță nouă                          | Plum Blossom                   | Câștigat     |
| 2000 | KBS Drama Awards                               | Premiu de popularitate                             | RNA                            | Câștigat     |
| 2001 | 21st Korean Association of Film Critics Awards | Cea mai bună actriță                               | Take Care of My Cat            | Câștigat     |
| 2001 | 9th Chunsa Film Art Awards                     | Cea mai bună actriță                               | Take Care of My Cat            | Câștigat     |
| 2001 | 2nd Women in Film Korea Awards                 | Cea mai bună actriță                               | Take Care of My Cat            | Câștigat     |
| 2002 | 38th Baeksang Arts Awards                      | Cea mai bună actriță (film)                        | Take Care of My Cat            | Câștigat     |
| 2002 | 3rd Busan Film Critics Awards                  | Cea mai bună actriță                               | Take Care of My Cat            | Câștigat     |
| 2002 | 23rd Blue Dragon Film Awards                   | Cea mai bună actriță                               | Sympathy for Mr. Vengeance     | Nominalizare |
| 2003 | MBC Drama Awards                               | Premiul de excelență, actrita                      | Country Princess               | Nominalizare |
| 2006 | 27th Blue Dragon Film Awards                   | Premiul de excelență, actrita                      | The Host                       | Nominalizare |
| 2006 | 9th Director's Cut Awards                      | Premiul pentru cel mai bun artis (pentru ansamblu) | The Host                       | Câștigat     |
| 2007 | SBS Drama Awards                               | Premiul de excelență, actrița într-o miniserie     | How to Meet a Perfect Neighbor | Nominalizare |
| 2010 | 19th Tokyo Sports Film Awards                  | Cea mai bună actriță                               | Air Doll                       | Câștigat     |
| 2010 | 33rd Japan Academy Prize                       | Cea mai bună actriță                               | Air Doll                       | Nominalizare |
| 2010 | 4th Asian Film Awards                          | Cea mai bună actriță                               | Air Doll                       | Nominalizare |
| 2010 | 23rd Takasaki Film Festival                    | Cea mai bună actriță                               | Air Doll                       | Câștigat     |
| 2010 | MBC Drama Awards                               | Premiul de excelență, actrita                      | Gloria                         | Nominalizare |
| 2010 | KBS Drama Awards                               | Premiul Netizens, actrita                          | Master of Study                | Nominalizare |
| 2010 | KBS Drama Awards                               | Premiul de excelență, actrita in miniserie         | Master of Study                | Nominalizare |
| 2014 | 30th Golden Rooster and Hundred Flowers Awards | Cea mai bună actriță într-un film străin           | A Girl at My Door              | Câștigat     |
| 2014 | 23rd Buil Film Awards                          | Cea mai bună actriță                               | A Girl at My Door              | Nominalizare |
| 2015 | 20th Chunsa Film Art Awards                    | Cea mai bună actriță                               | A Girl at My Door              | Câștigat     |
| 2015 | 9th Asian Film Awards                          | Cea mai bună actriță                               | A Girl at My Door              | Câștigat     |
| 2015 | 2nd Wildflower Film Awards                     | Cea mai bună actriță                               | A Girl at My Door              | Nominalizare |
| 2015 | 51st Baeksang Arts Awards                      | Cea mai bună actriță (film)                        | A Girl at My Door              | Nominalizare |
| 2016 | 37th Blue Dragon Film Awards                   | Cea mai bună actriță în rol secundar               | The Tunnel                     | Nominalizare |
| 2016 | 37th Blue Dragon Film Awards                   | Popular Star Award                                 | The Tunnel                     | Câștigat     |
| 2016 | 53rd Grand Bell Awards                         | Cea mai bună actriță                               | The Tunnel                     | Nominalizare |
| 2017 | 53rd Baeksang Arts Awards                      | Cea mai bună actriță în rol secundar               | The Tunnel                     | Nominalizare |
| 2017 | 22nd Chunsa Film Art Awards                    | Cea mai bună actriță în rol secundar               | The Tunnel                     | Nominalizare |